# Monedă fiduciară

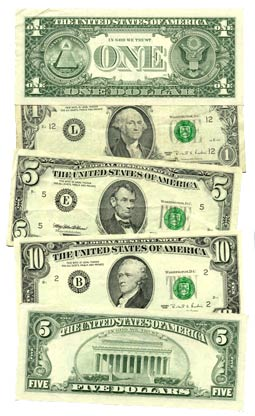
Monede fiduciare (bancnote) emise de Statele Unite ale Americii (Dolari americani)

Moneda fiduciară sau monedă fiat este un instrument financiar a cărui valoare nominală este superioară valorii sale intrinsece pe care i-o acordă utilizatorul ca valoare de schimb, mijloc de plată, și deci ca monedă, se sprijină pe un principiu de garanție apărată de o instituție centralizatoare.

## Etimologie
La începutul emiterii lor, monedele romane erau bătute în Templul Iunonei Moneta, aflat pe Capitoliu. De aici a ajuns, până la noi, prin intermediul limbilor franceză, monnaie, și italiană, moneta, cuvântul monedă, cu varianta considerată azi incorectă, monetă. Însă termeni derivați ai acestei forme, monetă, precum sunt substantivele monetar, cu cele două sensuri, „persoană” și „inventar al banilor”, monetărie, demonetizare, adjectivul monetar / monetară, din sintagmele sistem monetar / emisiune monetară, verbele a monetiza / a demonetiza sunt considerate corecte.
Cuvântul fiduciar este un împrumut din franceză, fiduciaire, care, la rândul său, este un împrumut din limba latină, fiduciarius, un derivat al substantivului latin fiducia, fiduciae „încredere”, derivat, la rândul său al cuvântului latin fides, fidei„credință”, „crezare”, „încredere”, fie direct din latină, fiduciarius. 

## Valoare nominală, valoare intrinsecă
O monedă fiduciară este o monedă (sau mai general, un instrument financiar) a cărei valoare se bazează pe încrederea publicului în valoarea sa, chiar și atunci când materia care este suportul acestei monede (monedă metalică, bancnotă, monedă electronică sau altele) are o valoare (ca materie, ca material) cunoscută ca fiind cu mult mai scăzută decât valoarea nominală (facială) care i-a fost atribuită.  Cu alte cuvinte, publicul este încredințat că o bancnotă cu valoarea nominală de 100 de lei valorează chiar 100 de lei și, prin urmare, cu acești 100 de lei poți cumpăra, în orice moment, un bun al cărui preț este de 100 de lei, deși valoarea în sine a foliei de polimer tipărite  este foarte îndepărtată de valoarea nominală înscrisă pe cele două fețe ale bancnotei.
Astăzi, cea mai mare parte a monedelor naționale, incluzând aici Euro (creat pornind de la monedele fiduciare naționale) și Dolarul american (care nu mai este convertibil în aur de la încheierea Acordurilor de la Bretton Woods, din 1971) sunt monede fiduciare.

## Garanție
Pentru ca încrederea în acest instrument de plată să fie efectivă, și ca acesta să devină un mijloc de schimb, el trebuie garantat și impus de un organism centralizator, o autoritate recunoscută; stat, bancă centrală, oraș, uniune de comercianți etc. Moneda fiduciară are, prin urmare, atât un curs legal cât și un curs forțat; nu poate fi refuzată în termenii schimbului și în limitele demonetizării suportului, cu unele excepții. Moneda fiduciară face parte dintr-un ansamblu mai vast, masa monetară, care include și alte mijloace și sisteme de plată ca moneda scripturală, monedele metalice, moneda electronică.

## Aspecte practice și problematice
Dezvoltarea instrumentelor financiare de tip fiduciar răspunde de la originile sale unor aspecte practice evidente:  o bancnotă cu valoarea nominală de 100 de euro este mai puțin incomodă decât o sută de monede metalice de câte 1 euro. Totodată, această bancnotă este anonimă, sau cum se spunea altădată, „la purtător”, și aceasta în opoziție cu biletul la ordin, cecul sau plățile folosind cardul bancar, de exemplu, care sunt nominale și uneori netransferabile unui terț. În revanșă, tezaurizarea monedei fiduciare nu o pune la adăpost față de devalorizare, de schimbările monetare, de riscurile de pierdere, de furt sau de incendiu etc. În unele țări deținerea sau folosirea monedei fiduciare este reglementată, pentru lupta contra spălării banilor. În România Legea nr. 70/2015, publicată în Monitorul Oficial, Partea I, nr. 242 din 9 aprilie 2015 și care se aplică din 9 mai 2015, plafonează tranzacțiile efectuate în numerar de firme și de persoanele fizice.

## Galerie de imagini

În stânga imaginii: prima matriță cunoscută, folosită pentru tipărirea unei bancnote (1287); în dreapta: bancnotă tipărită cu această matriță, sub dinastia Yuan din China
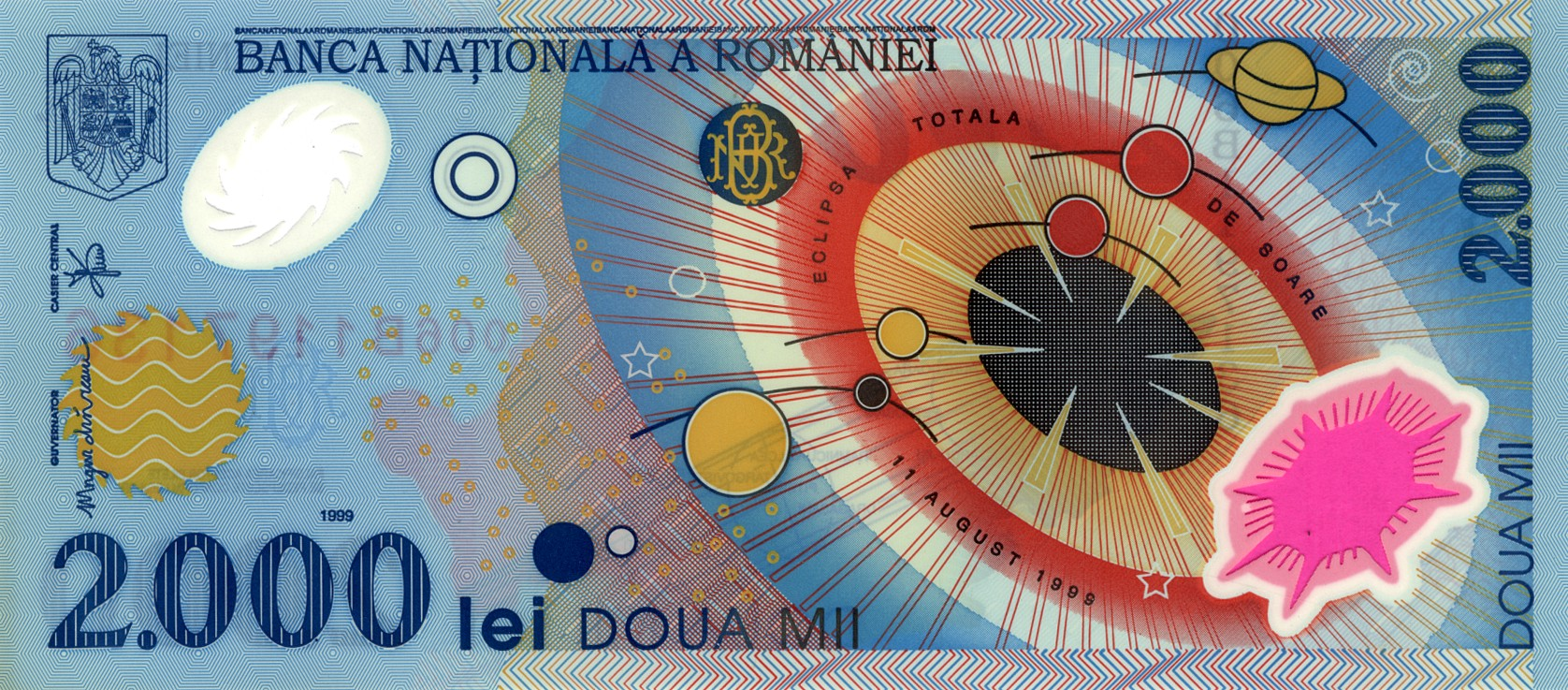
2.000 de lei (1999): Prima bancnotă românească din polimeri, avers
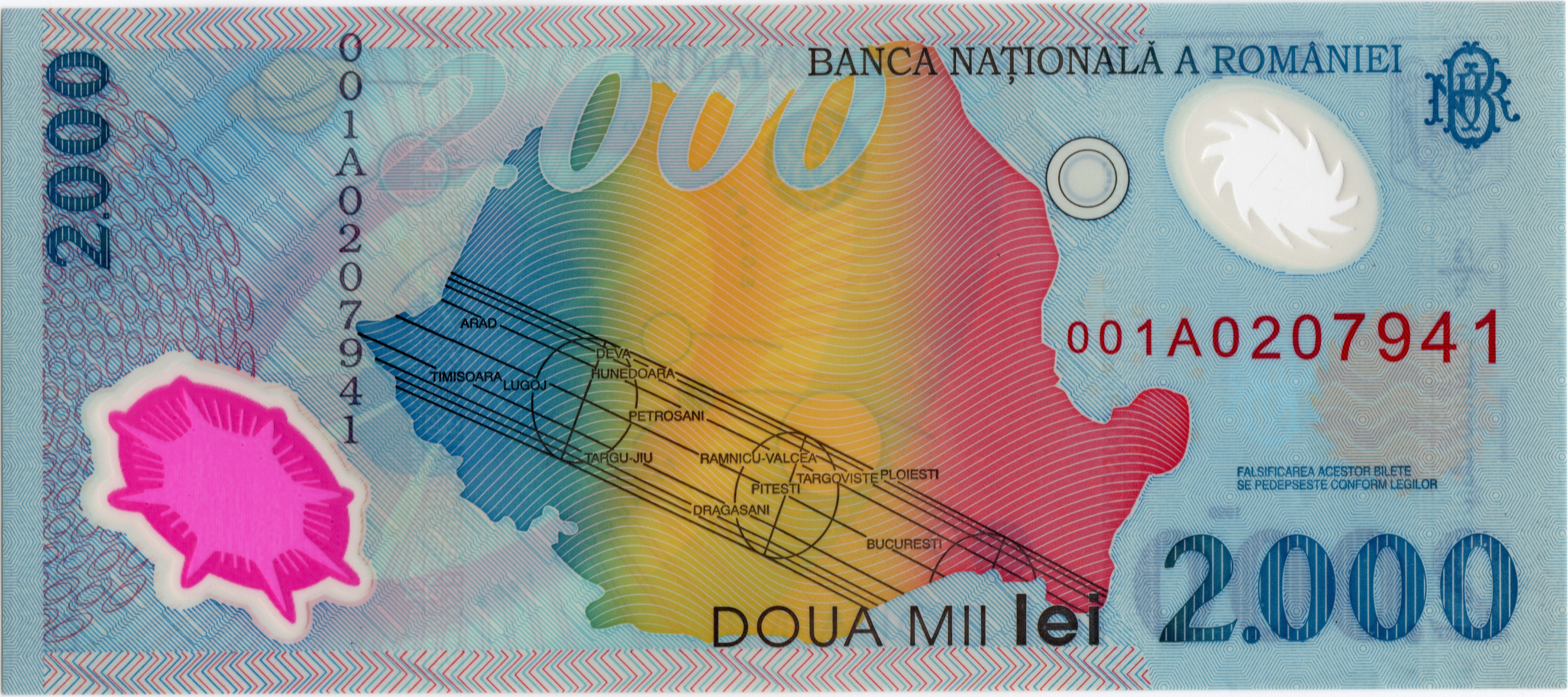
2.000 de lei (1999): Prima bancnotă românească din polimeri, revers